# Mairie d'Aubervilliers (stanice metra v Paříži)
Mairie d'Aubervilliers je severní konečná stanice pařížského metra na lince 12. Stanice se nachází severně od Paříže ve městě Aubervilliers na křižovatce ulic Avenue Victor Hugo, Avenue du Président Roosevelt, Boulevard Anatole France, Avenue de la République a slouží hustě osídlené oblasti, odkud byla před jejím otevřením obtížná dopravní dostupnost do centra Paříže. Stanice se nachází v blízkosti radnice města, po níž nese jméno (mairie = radnice).

## Historie
Prodloužení linky 12 ze stanice Porte de la Chapelle do Mairie d'Aubervilliers proběhlo ve dvou etapách. V roce 2012 byla zprovozněna první etapa zahrnující stanici Front Populaire. O deset let později byla linka 12 prodloužena dále na sever přes stanici Aimé Césaire do současné konečné Mairie d'Aubervilliers.
Na rok 2025 je plánováno otevření severní části budoucí okružní linky 15, která je součástí velkého dopravního projektu Grand Paris Express. Po zahájení provozu se Mairie d'Aubervilliers stane přestupní stanicí.

## Galerie

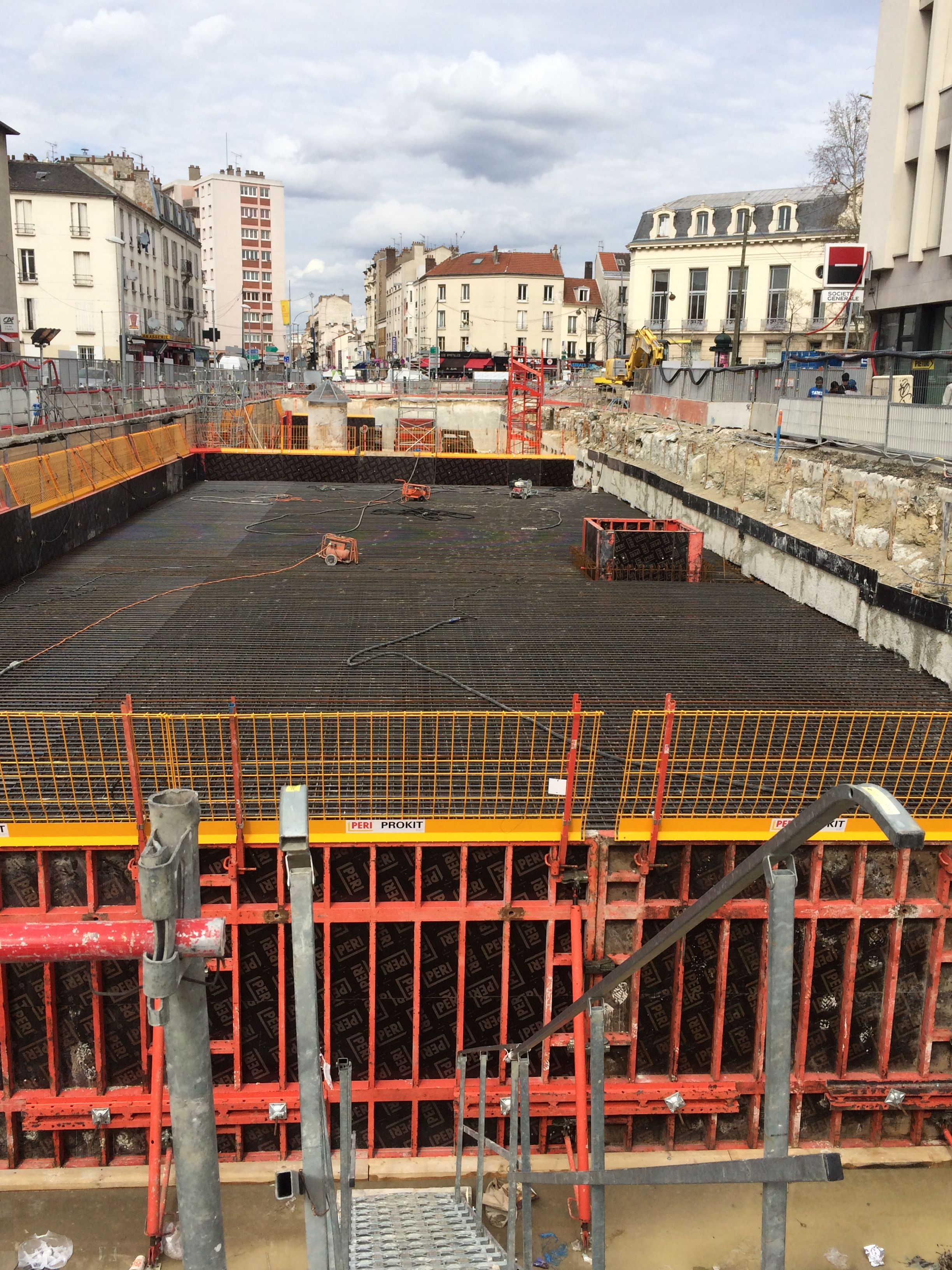
Výstavba stanice v roce 2016
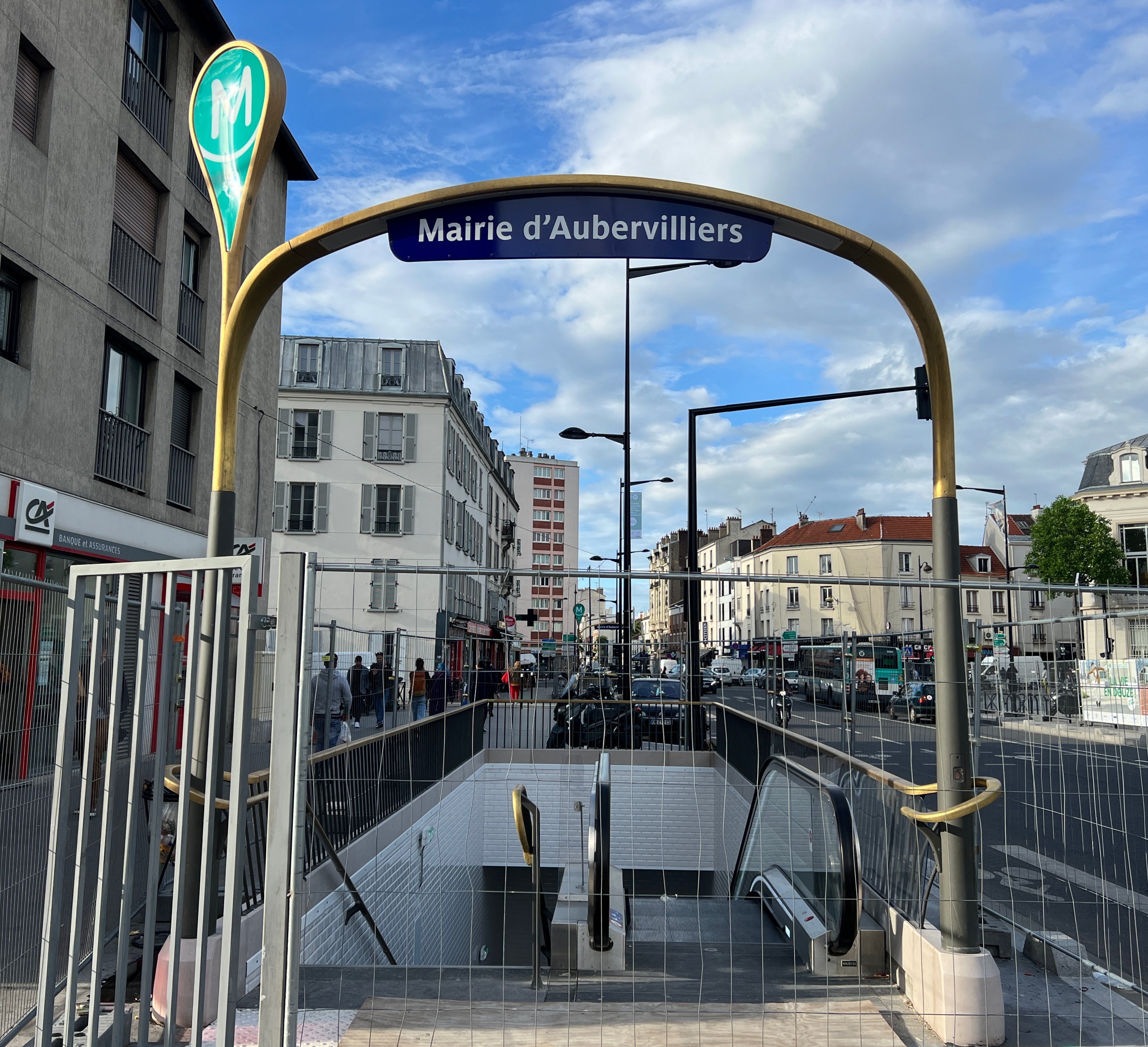
Vstup do stanice krátce před jejím otevřením
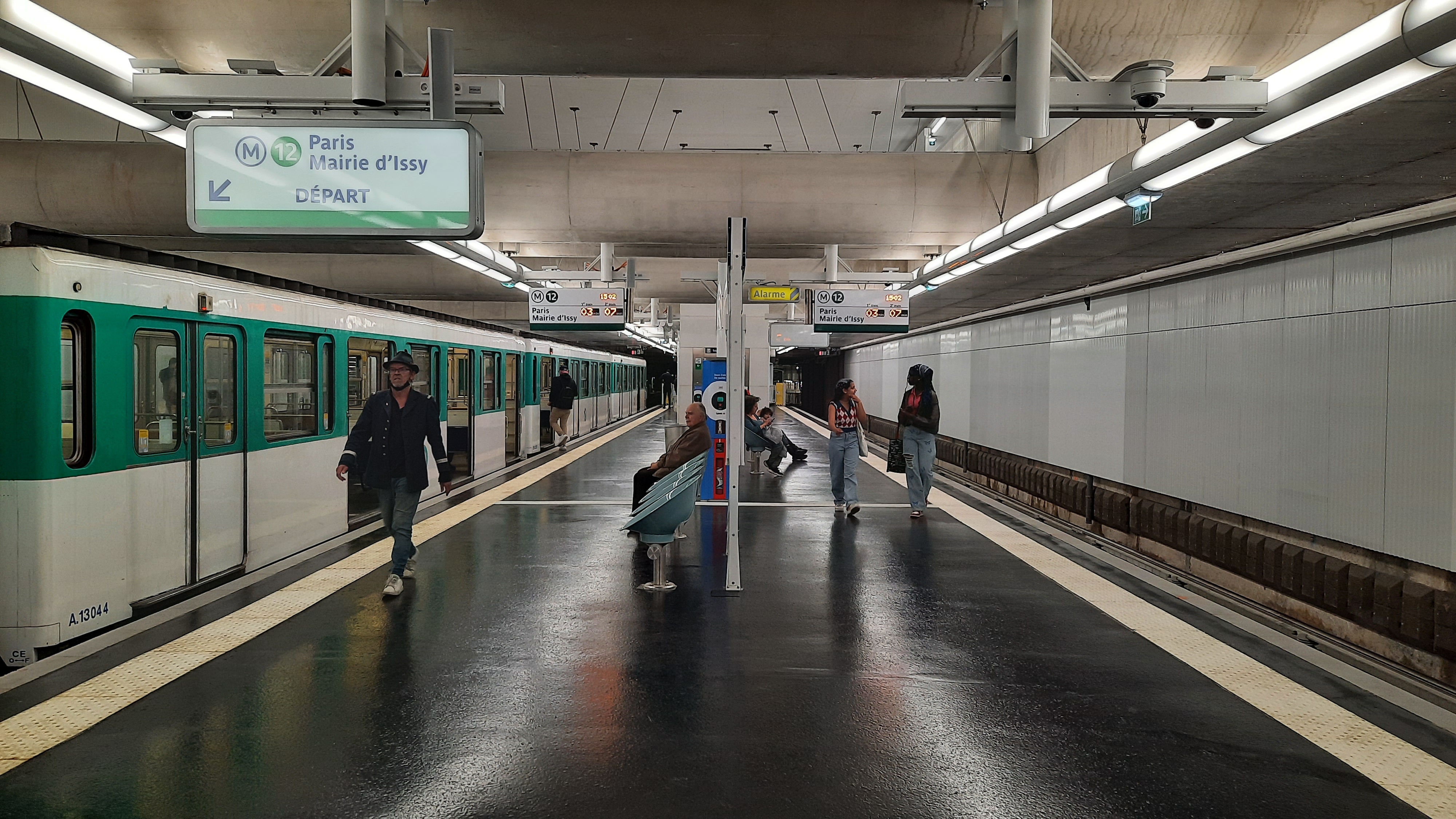
Nástupiště a orientační systém
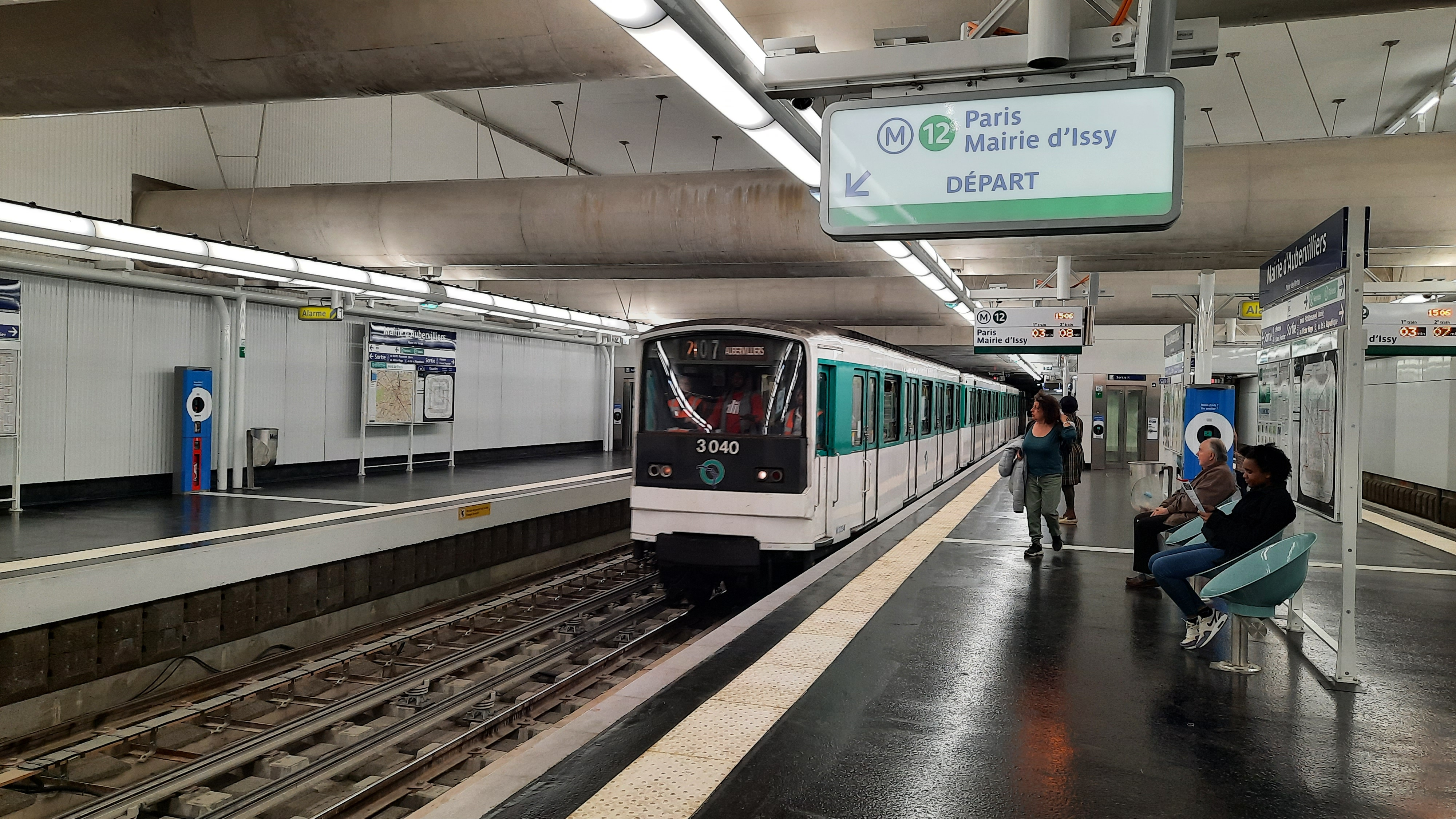
Souprava MF 67